# Seznam televizních seriálů vysílaných na Syfy
Seznam televizních seriálů vysílaných na Syfy uvádí přehled televizních seriálů, které byly premiérově uvedeny na americké stanici Syfy, jež vysílá od roku 1992. Pokud byl seriál vysílán v Česku, je v samostatném sloupci uveden český distribuční název pořadu.

## Vysílané seriály
| Orig. název     | Český název     | Od                | Seznam dílů |
| --------------- | --------------- | ----------------- | ----------- |
| The Magicians   | V zajetí kouzel | 16. prosince 2015 | seznam dílů |
| Wynonna Earp    | —               | 1. dubna 2016     | seznam dílů |
| Van Helsing     | Van Helsing     | 31. července 2016 | seznam dílů |
| Alien News Desk | —               | 27. února 2019    | seznam dílů |

## Ukončené seriály
| Orig. název                  | Český název                   | Od   | Do   | Poznámky                                      |
| ---------------------------- | ----------------------------- | ---- | ---- | --------------------------------------------- |
| Mystery Science Theater 3000 | —                             | 1988 | 1999 |                                               |
| Lexx                         | —                             | 1997 | 2002 |                                               |
| Mission Genesis              | —                             | 1997 | 1997 |                                               |
| Stargate SG-1                | Hvězdná brána                 | 2002 | 2007 | Přesunuto z Showtime (1997–2002)              |
| Sliders                      | Cesta do neznáma              | 1998 | 2000 | Přesunuto z Fox (1995–1997)                   |
| Welcome to Paradox           | —                             | 1998 | 1998 |                                               |
| First Wave                   | —                             | 1998 | 2001 |                                               |
| Farscape                     | Farscape                      | 1999 | 2003 |                                               |
| Good vs Evil                 | Dobro proti zlu               | 2000 | 2000 | Původní název G vs E, přesunuto z USA Network |
| The Invisible Man            | Neviditelný                   | 2000 | 2002 |                                               |
| Andromeda                    | Andromeda                     | 2000 | 2005 |                                               |
| Black Scorpion               | —                             | 2001 | 2001 |                                               |
| The Outer Limits             | Krajní meze                   | 2001 | 2002 | Přesunuto z Showtime (1995–2000)              |
| The Chronicle                | —                             | 2001 | 2002 |                                               |
| Tremors                      | —                             | 2003 | 2003 |                                               |
| Battlestar Galactica         | Battlestar Galactica          | 2003 | 2009 |                                               |
| Tripping the Rift            | Hvězdné hádky                 | 2004 | 2005 |                                               |
| Stargate Atlantis            | Hvězdná brána: Atlantida      | 2004 | 2009 |                                               |
| Eureka                       | Heuréka – město divů          | 2005 | 2012 |                                               |
| The Dresden Files            | Dresden                       | 2007 | 2007 |                                               |
| Painkiller Jane              | —                             | 2007 | 2007 |                                               |
| Flash Gordon                 | —                             | 2007 | 2008 |                                               |
| Sanctuary                    | Svatyně                       | 2008 | 2011 |                                               |
| Warehouse 13                 | Skladiště 13                  | 2009 | 2014 |                                               |
| Stargate Universe            | Hvězdná brána: Hluboký vesmír | 2009 | 2011 |                                               |
| Caprica                      | —                             | 2010 | 2010 |                                               |
| Haven                        | Městečko Haven                | 2010 | 2015 |                                               |
| Being Human                  | Cena za lidskost              | 2011 | 2014 |                                               |
| Alphas                       | Výjimeční                     | 2011 | 2012 |                                               |
| School Spirits               | —                             | 2012 | 2012 |                                               |
| Scare Tactics                | —                             | 2013 | 2013 |                                               |
| Deep South Paranormal        | —                             | 2013 | 2013 |                                               |
| Defiance                     | —                             | 2013 | 2015 |                                               |
| Killer Contact               | —                             | 2013 | 2013 |                                               |
| Helix                        | Helix                         | 2014 | 2015 |                                               |
| Dominion                     | —                             | 2014 | 2015 |                                               |
| Z Nation                     | —                             | 2014 | 2018 |                                               |
| 12 Monkeys                   | 12 opic                       | 2015 | 2018 |                                               |
| Olympus                      | Olymp – Zkáza Bohů            | 2015 | 2015 |                                               |
| Dark Matter                  | —                             | 2015 | 2017 |                                               |
| Killjoys                     | Killjoys: Vesmírní lovci      | 2015 | 2019 |                                               |
| Expanze                      | The Expanse                   | 2015 | 2018 | Přesunuto na Prime Video (2019–dosud)         |
| Hunters                      | Lovci                         | 2016 | 2016 |                                               |
| Aftermath                    | —                             | 2016 | 2016 |                                               |
| Channel Zero                 | —                             | 2016 | 2018 |                                               |
| Incorporated                 | —                             | 2016 | 2017 |                                               |
| Blood Drive                  | —                             | 2017 | 2017 |                                               |
| Ghost Wars                   | —                             | 2017 | 2018 |                                               |
| Superstition                 | —                             | 2017 | 2018 |                                               |
| Happy!                       | Happy!                        | 2017 | 2019 |                                               |
| Krypton                      | Krypton                       | 2018 | 2019 |                                               |
| Nightflyers                  | Nightflyers                   | 2018 | 2018 |                                               |
| Deadly Class                 | Deadly Class                  | 2019 | 2019 |                                               |